# 維克角
60°40′S 45°40′W / 60.667°S 45.667°W
維克角（英語：Cape Vik）是南極洲的海岬，位於南奧克尼群島的科羅內申島南岸，處於馬歇爾灣入口處西部，在1912至1913年由挪威捕鯨船繪入地圖，現時由南極條約體系管理。